# Anzu

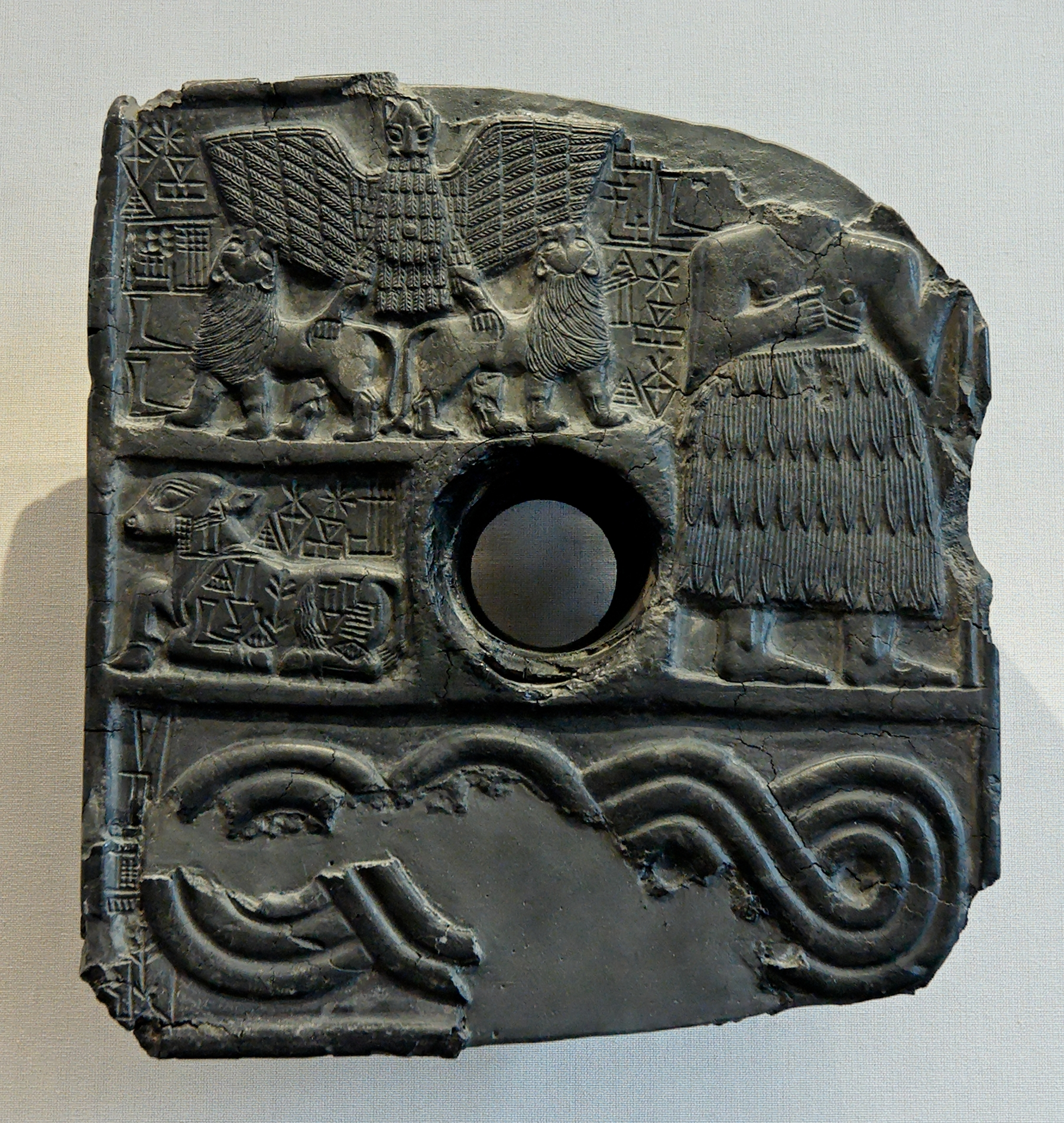
Kamienna płytka wotywna z przedstawieniem ptaka Anzu/Imduguda; czasy panowania Enmeteny, władcy Lagasz; ok. 2400 p.n.e.; znaleziona w Girsu; zbiory Luwru (AO 2394)

Anzu, Imdugud (sum. anzu zapisywane  dim-dugudmušen; akad. anzû) – w mitologii mezopotamskiej ogromnych rozmiarów ptak z głową lwa, którego machanie skrzydłami miało powodować trąby powietrzne i burze piaskowe. Być może był on pierwotnie personifikacją któregoś z żywiołów atmosferycznych. Inne opisy Anzu wskazują, że miał dziób „jak piła”, a więc prawdopodobnie również głowę ptaka. W sztuce nowoasyryjskiej stworzenie, będące kombinacją elementów ptaka i lwa (tzw. lew-smok), może przedstawiać Anzu lub Asakku.
W jednym z mitów Imdugud lub Anzu wykrada Enkiemu (wersja sumeryjska) lub Enlilowi (wersja akadyjska) tabliczkę losów i zostaje zabity przez Ninurtę, który ostatecznie zwraca tabliczkę prawowitemu właścicielowi. Musi to być mit bardzo stary (aczkolwiek poświadczony dopiero w okresie starobabilońskim), ponieważ Imduguda wyobrażano jako związane z bogiem Ningirsu zwierzę heraldyczne już na Steli sępów (okres wczesnodynastyczny III), a także jest wspomniany w powiązaniu z tym bogiem w śnie opowiedzianym przez Gudeę z Lagasz. Przypuszcza się, iż to powiązanie wynika z faktu pokonania ptaka przez boga Ningirsu/Ninurtę.
W poemacie sumeryjskim o Lugalbandzie (Lugalbanda i ptak Anzu) bohater przemierzając góry Zagros natrafia na pisklę Imduguda w gnieździe, do którego wkrótce wracają jego rodzice. W innym sumeryjskim eposie Gilgamesz, Enkidu i świat podziemny (inna nazwa: Gilgamesz i Enkidu w świecie podziemnym) słyszymy o Imdugudzie i jego pisklęciu w gnieździe założonym w świętym drzewie halub, które bogini Inanna zasadziła w Uruk.

Później termin anzû używany jest (również w liczbie mnogiej) w odniesieniu do przedstawień heraldycznych ptaka Anzu na budowlach.

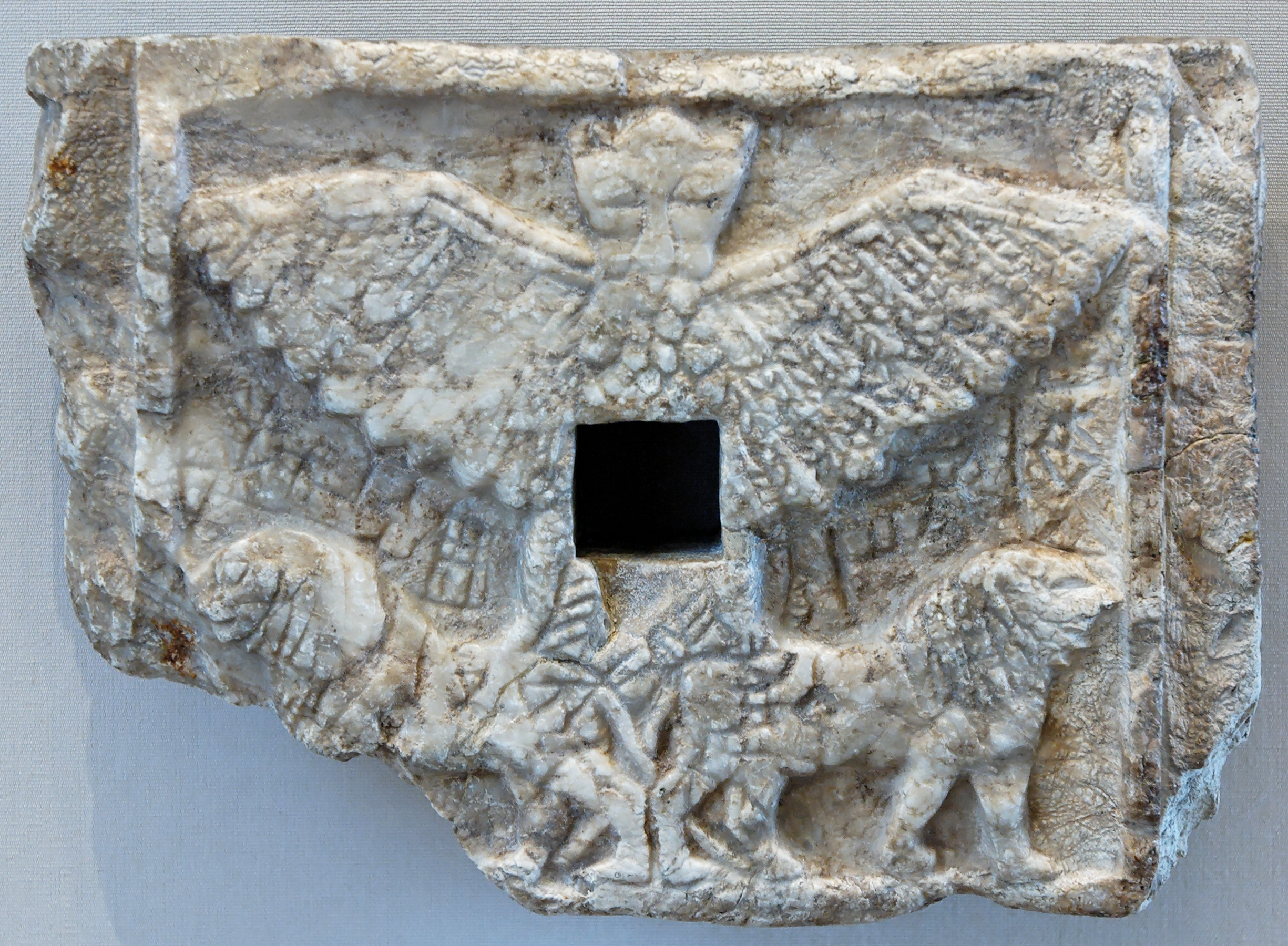
Kamienna płytka wotywna Ur-Nansze, władcy Lagasz, przedstawiająca ptaka Anzu/Imduguda; ok. 2550-2500 p.n.e.; znaleziona w Girsu; zbiory Luwru (AO 2783)

W 2014 na pamiątkę Anzu nazwano nowy rodzaj dinozaura, teropoda z grupy owiraptorozaurów i rodziny cegnatów. Badaczom ten duży, pokryty piórami celurozaur skojarzył się z mitologicznym ptakiem.